# لامار جيفرز
لامار جيفرز هو سياسي أمريكي، ولد في 16 أبريل 1888 في أننيستون في الولايات المتحدة، وتوفي في 1 يونيو 1983 في دايتونا بيتش في الولايات المتحدة. نشط حزبياً في الحزب الديمقراطي. وقد انتخب عضو مجلس النواب الأمريكي ‏.